# Archieparchia Mosulu (syryjskokatolicka)
Archieparchia Mosulu (łac. Archieparchia Mausiliensis Syrorum) – archieparchia Kościoła katolickiego obrządku syryjskiego w Iraku, podległa bezpośrednio syryjskokatolickiemu patriarsze Antiochii. Została ustanowiona w 1790 roku. 